# Baş Layısqı
Baş Layısqı è un comune dell'Azerbaigian situato nel distretto di Şəki. Conta una popolazione di 2 014 abitanti.